# Frode Johnsen
Frode Johnsen (Skien, 17 marzo 1974) è un ex calciatore norvegese, di ruolo attaccante.

## Carriera

### Club

#### Gli inizi
Johnsen ha cominciato la carriera allo Skotfoss Turn, per poi passare all'Odd Grenland. Ha cominciato ad avere spazio in squadra a partire dal campionato 1995, disputato in 1. divisjon. Nel 1998, ha contribuito alla promozione dell'Odd Grenland nella massima divisione norvegese. Ha debuttato nell'Eliteserien l'11 aprile 1999, schierato titolare nella vittoria per 1-2 sul campo del Viking, partita in cui ha messo a segno una rete. Il 29 agosto è arrivata la sua prima doppietta, nella vittoria per 4-2 sul Bodø/Glimt. Johnsen è rimasto in forza all'Odd Grenland fino all'estate 2000.

#### Rosenborg
Johnsen è stato infatti ingaggiato dal Rosenborg, che cercava un sostituto per John Carew, ceduto al Valencia. Non ci sono state conferme ufficiali, ma si ipotizzato che il Rosenborg avesse pagato la cifra di 15.000.000 di corone per acquistare il cartellino dell'attaccante. Ha esordito con questa maglia il 2 luglio 2000, schierato titolare nella vittoria per 2-1 sul Vålerenga: Johnsen ha realizzato una rete nel corso della sfida. Ha segnato 5 reti in 6 partite nella Champions League 2000-2001, diventando così uno dei migliori marcatori della squadra. Ha segnato regolarmente anche in campionato, laureandosi capocannoniere nel 2001 e nel 2004. In quest'ultima stagione, è stato acclamato per aver messo a segno una tripletta nell'ultima partita di campionato, contro il Lyn Oslo: il Rosenborg ha vinto la sfida per 4-1 e si è assicurato il titolo nazionale, pareggiando la differenza reti con il Vålerenga e aggiudicandosi il successo grazie al maggior numero di reti realizzate. Nei suoi anni al Rosenborg, ha contribuito alla vittoria finale di cinque campionati (2000, 2001, 2002, 2003 e 2004) e un Norgesmesterskapet (2003).
I successi in patria non si sono ripetuti però in Europa: a parte la prima stagione, infatti, Johnsen non è riuscito ad esprimersi adeguatamente nelle competizioni europee. Il campionato 2005 del Rosenborg è stato deludente e Johnsen ha avuto difficoltà a trovare la via del gol; il club è corso così ai ripari, ingaggiando per la stagione seguente Steffen Iversen e Yssouf Koné. Johnsen ha considerato queste operazioni come una mancanza di fiducia del club nei suoi confronti e ha chiesto così d'essere ceduto. È stato accontentato nell'estate 2006, congedandosi dal Rosenborg con 80 reti in 145 partite di campionato.

#### La parentesi giapponese
Johnsen ha lasciato così la Norvegia per trasferirsi in Giappone, precisamente al Nagoya Grampus. È rimasto in squadra per un triennio: il 28 ottobre 2008, ha manifestato la volontà di restare nella terra del sol levante per almeno un'altra stagione, al Nagoya Grampus oppure in un altro club. Successivamente, ha reso noto d'aver trovato un accordo con un'altra squadra, ma che non ne avrebbe rivelato il nome fino al termine del campionato. È stato poi chiaro si trattasse dello Shimizu S-Pulse, formazioni per cui ha giocato per il successivo biennio.

#### Il ritorno in patria
Johnsen ha fatto poi ritorno all'Odd Grenland, venendo presentato ufficialmente il 3 gennaio 2011: si è legato al club con un contratto annuale. È tornato a calcare i campi da calcio norvegesi il 20 marzo successivo, schierato titolare nella sconfitta casalinga per 0-2 contro lo Start. Il 3 aprile ha segnato la prima rete dal suo ritorno, nella vittoria per 1-4 sul campo del Sogndal. Al termine del campionato 2013, si è laureato capocannoniere per la terza volta in carriera: ha chiuso la stagione a quota 16 reti. A seguito di questo risultato, ha ricevuto il premio Kniksen come miglior attaccante dell'Eliteserien.
 Il 12 dicembre, ha rinnovato il contratto per un'altra stagione. Il 29 ottobre 2015, il suo allenatore Dag-Eilev Fagermo ha confermato che Johnsen – che non giocava una partita di campionato dal 28 giugno a causa di un infortunio al tendine di Achille – si sarebbe ritirato dall'attività agonistica al termine della stagione.

### Nazionale
Johnsen ha debuttato per la Norvegia il 16 agosto 2000: è subentrato a Steffen Iversen nella sconfitta per 3-1 contro la Finlandia, in una sfida amichevole. Il 24 gennaio 2001, alla sua seconda presenza, ha realizzato una doppietta ai danni della Corea del Sud. Il 3 ottobre 2004, in occasione di una partita contro la Slovenia, ha festeggiato la 25ª partita in Nazionale: la Norges Fotballforbund gli ha riconosciuto così il Gullklokka. Il 24 marzo 2007 ha giocato quella che, per molti anni, è stata la sua ultima partita per la Norvegia: è stato infatti in campo nella sconfitta per 1-2 contro la Bosnia ed Erzegovina. Il 9 ottobre 2013 è tornato poi ad essere convocato in Nazionale, per sostituire l'infortunato Joshua King in vista delle sfide contro Slovenia ed Islanda, valide per le qualificazioni al mondiale 2014.

## Statistiche

### Presenze e reti nei club
Statistiche aggiornate al 16 novembre 2015.
| Stagione               | Club                   | Campionato             | Campionato | Campionato | Coppe nazionali | Coppe nazionali | Coppe nazionali | Coppe continentali | Coppe continentali | Coppe continentali | Supercoppe | Supercoppe | Supercoppe | Totale | Totale |
| Stagione               | Club                   | Comp                   | Pres       | Reti       | Comp            | Pres            | Reti            | Comp               | Pres               | Reti               | Comp       | Pres       | Reti       | Pres   | Reti   |
| ---------------------- | ---------------------- | ---------------------- | ---------- | ---------- | --------------- | --------------- | --------------- | ------------------ | ------------------ | ------------------ | ---------- | ---------- | ---------- | ------ | ------ |
| 1992                   | Skotfoss Turn          | 3D                     | ?          | ?          | CN              | ?               | ?               | -                  | -                  | -                  | -          | -          | -          | ?      | ?      |
| 1993                   | Odd Grenland           | 2D                     | 0          | 0          | CN              | ?               | ?               | -                  | -                  | -                  | -          | -          | -          | ?      | ?      |
| 1994                   | Odd Grenland           | 2D                     | 0          | 0          | CN              | ?               | ?               | -                  | -                  | -                  | -          | -          | -          | ?      | ?      |
| 1995                   | Odd Grenland           | 1D                     | 16         | 1          | CN              | ?               | ?               | -                  | -                  | -                  | -          | -          | -          | ?      | ?      |
| 1996                   | Odd Grenland           | 1D                     | 20         | 3          | CN              | ?               | ?               | -                  | -                  | -                  | -          | -          | -          | ?      | ?      |
| 1997                   | Odd Grenland           | 1D                     | 24         | 2          | CN              | ?               | ?               | -                  | -                  | -                  | -          | -          | -          | ?      | ?      |
| 1998                   | Odd Grenland           | 1D                     | 26         | 8          | CN              | ?               | ?               | -                  | -                  | -                  | -          | -          | -          | ?      | ?      |
| 1999                   | Odd Grenland           | ES                     | 25         | 9          | CN              | ?               | ?               | -                  | -                  | -                  | -          | -          | -          | ?      | ?      |
| gen.-giu. 2000         | Odd Grenland           | ES                     | 10         | 3          | CN              | ?               | ?               | -                  | -                  | -                  | -          | -          | -          | ?      | ?      |
| giu.-dic. 2000         | Rosenborg              | ES                     | 15         | 9          | CN              | 1               | 0               | UCL+CU             | 10+2               | 5+1                | -          | -          | -          | 28     | 15     |
| 2001                   | Rosenborg              | ES                     | 25         | 17         | CN              | 3               | 3               | UCL                | 7                  | 1                  | -          | -          | -          | 35     | 21     |
| 2002                   | Rosenborg              | ES                     | 17         | 7          | CN              | 3               | 0               | UCL                | 8                  | 2                  | -          | -          | -          | 28     | 9      |
| 2003                   | Rosenborg              | ES                     | 26         | 15         | CN              | 7               | 11              | UCL+CU             | 2+5                | 0+2                | -          | -          | -          | 40     | 28     |
| 2004                   | Rosenborg              | ES                     | 26         | 19         | CN              | 5               | 6               | UCL                | 10                 | 2                  | -          | -          | -          | 41     | 27     |
| 2005                   | Rosenborg              | ES                     | 23         | 7          | CN              | 2               | 4               | UCL+CU             | 8+2                | 0                  | -          | -          | -          | 40     | 14     |
| gen.-lug. 2006         | Rosenborg              | ES                     | 13         | 6          | CN              | 2               | 3               | -                  | -                  | -                  | -          | -          | -          | 15     | 9      |
| Totale Rosenborg       | Totale Rosenborg       | Totale Rosenborg       | 145        | 80         |                 | 23              | 27              |                    | 54                 | 13                 |            | -          | -          | 222    | 120    |
| lug.-dic. 2006         | Nagoya Grampus         | J1                     | 17         | 10         | CG              | ?               | ?               | -                  | -                  | -                  | -          | -          | -          | ?      | ?      |
| 2007                   | Nagoya Grampus         | J1                     | 26         | 13         | CG              | ?               | ?               | -                  | -                  | -                  | -          | -          | -          | ?      | ?      |
| 2008                   | Nagoya Grampus         | J1                     | 34         | 12         | CG              | ?               | ?               | -                  | -                  | -                  | -          | -          | -          | ?      | ?      |
| Totale Nagoya Grampus  | Totale Nagoya Grampus  | Totale Nagoya Grampus  | 77         | 35         |                 | ?               | ?               |                    | -                  | -                  |            | -          | -          | ?      | ?      |
| 2009                   | Shimizu S-Pulse        | J1                     | 33         | 9          | CG              | ?               | ?               | -                  | -                  | -                  | -          | -          | -          | ?      | ?      |
| 2010                   | Shimizu S-Pulse        | J1                     | 33         | 8          | CG              | ?               | ?               | -                  | -                  | -                  | -          | -          | -          | ?      | ?      |
| Totale Shimizu S-Pulse | Totale Shimizu S-Pulse | Totale Shimizu S-Pulse | 66         | 17         |                 | ?               | ?               |                    | -                  | -                  |            | -          | -          | ?      | ?      |
| 2011                   | Odd                    | ES                     | 23         | 7          | CN              | 4               | 1               | -                  | -                  | -                  | -          | -          | -          | 27     | 8      |
| 2012                   | Odd                    | ES                     | 29         | 4          | CN              | 3               | 4               | -                  | -                  | -                  | -          | -          | -          | 32     | 8      |
| 2013                   | Odd                    | ES                     | 30         | 16         | CN              | 4               | 2               | -                  | -                  | -                  | -          | -          | -          | 34     | 18     |
| 2014                   | Odd                    | ES                     | 30         | 11         | CN              | 6               | 6               | -                  | -                  | -                  | -          | -          | -          | 36     | 17     |
| 2015                   | Odd                    | ES                     | 9          | 2          | CN              | 4               | 5               | UEL                | 1                  | 1                  | -          | -          | -          | 14     | 8      |
| Totale Odd             | Totale Odd             | Totale Odd             | 242        | 66         |                 | ?               | ?               |                    | 1                  | 1                  |            | -          | -          | ?      | ?      |
| Totale                 | Totale                 | Totale                 | ?          | ?          |                 | ?               | ?               |                    | 3                  | 0                  |            | -          | -          | ?      | ?      |

### Cronologia presenze e reti in nazionale
| Cronologia completa delle presenze e delle reti in nazionale ― Norvegia | Cronologia completa delle presenze e delle reti in nazionale ― Norvegia | Cronologia completa delle presenze e delle reti in nazionale ― Norvegia | Cronologia completa delle presenze e delle reti in nazionale ― Norvegia | Cronologia completa delle presenze e delle reti in nazionale ― Norvegia | Cronologia completa delle presenze e delle reti in nazionale ― Norvegia | Cronologia completa delle presenze e delle reti in nazionale ― Norvegia | Cronologia completa delle presenze e delle reti in nazionale ― Norvegia |
| Data                                                                    | Città                                                                   | In casa                                                                 | Risultato                                                               | Ospiti                                                                  | Competizione                                                            | Reti                                                                    | Note                                                                    |
| ----------------------------------------------------------------------- | ----------------------------------------------------------------------- | ----------------------------------------------------------------------- | ----------------------------------------------------------------------- | ----------------------------------------------------------------------- | ----------------------------------------------------------------------- | ----------------------------------------------------------------------- | ----------------------------------------------------------------------- |
| 16-8-2000                                                               | Helsinki                                                                | Finlandia                                                               | 3 – 1                                                                   | Norvegia                                                                | Amichevole                                                              | -                                                                       |                                                                         |
| 24-1-2001                                                               | Hong Kong                                                               | Corea del Sud                                                           | 2 – 3                                                                   | Norvegia                                                                | Amichevole                                                              | 2                                                                       |                                                                         |
| 28-2-2001                                                               | Belfast                                                                 | Irlanda del Nord                                                        | 0 – 4                                                                   | Norvegia                                                                | Amichevole                                                              | -                                                                       |                                                                         |
| 6-6-2001                                                                | Oslo                                                                    | Norvegia                                                                | 1 – 1                                                                   | Bielorussia                                                             | Qual. Mondiali 2002                                                     | -                                                                       |                                                                         |
| 5-9-2001                                                                | Oslo                                                                    | Norvegia                                                                | 3 – 2                                                                   | Galles                                                                  | Qual. Mondiali 2002                                                     | 1                                                                       |                                                                         |
| 6-10-2001                                                               | Erevan                                                                  | Armenia                                                                 | 1 – 4                                                                   | Norvegia                                                                | Qual. Mondiali 2002                                                     | -                                                                       |                                                                         |
| 21-8-2002                                                               | Oslo                                                                    | Norvegia                                                                | 0 – 1                                                                   | Paesi Bassi                                                             | Amichevole                                                              | -                                                                       |                                                                         |
| 12-2-2003                                                               | Iraklion                                                                | Grecia                                                                  | 1 – 0                                                                   | Norvegia                                                                | Amichevole                                                              | -                                                                       |                                                                         |
| 30-4-2003                                                               | Dublino                                                                 | Irlanda                                                                 | 1 – 0                                                                   | Norvegia                                                                | Amichevole                                                              | -                                                                       |                                                                         |
| 22-5-2003                                                               | Oslo                                                                    | Norvegia                                                                | 2 – 0                                                                   | Finlandia                                                               | Amichevole                                                              | -                                                                       |                                                                         |
| 11-6-2003                                                               | Oslo                                                                    | Norvegia                                                                | 1 – 1                                                                   | Romania                                                                 | Qual. Euro 2004                                                         | -                                                                       |                                                                         |
| 20-8-2003                                                               | Oslo                                                                    | Norvegia                                                                | 0 – 0                                                                   | Scozia                                                                  | Amichevole                                                              | -                                                                       |                                                                         |
| 10-9-2003                                                               | Oslo                                                                    | Norvegia                                                                | 0 – 1                                                                   | Portogallo                                                              | Amichevole                                                              | -                                                                       |                                                                         |
| 11-10-2003                                                              | Oslo                                                                    | Norvegia                                                                | 1 – 0                                                                   | Lussemburgo                                                             | Qual. Euro 2004                                                         | -                                                                       |                                                                         |
| 15-11-2003                                                              | Valencia                                                                | Spagna                                                                  | 2 – 1                                                                   | Norvegia                                                                | Qual. Euro 2004                                                         | -                                                                       |                                                                         |
| 19-11-2003                                                              | Oslo                                                                    | Norvegia                                                                | 0 – 3                                                                   | Spagna                                                                  | Qual. Euro 2004                                                         | -                                                                       |                                                                         |
| 22-1-2004                                                               | Hong Kong                                                               | Svezia                                                                  | 0 – 3                                                                   | Norvegia                                                                | Amichevole                                                              | 1                                                                       |                                                                         |
| 25-1-2004                                                               | Hong Kong                                                               | Honduras                                                                | 1 – 3                                                                   | Norvegia                                                                | Amichevole                                                              | 1                                                                       |                                                                         |
| 31-3-2004                                                               | Belgrado                                                                | Serbia e Montenegro                                                     | 0 – 1                                                                   | Norvegia                                                                | Amichevole                                                              | -                                                                       |                                                                         |
| 28-4-2004                                                               | Oslo                                                                    | Norvegia                                                                | 3 – 2                                                                   | Russia                                                                  | Amichevole                                                              | -                                                                       |                                                                         |
| 18-8-2004                                                               | Oslo                                                                    | Norvegia                                                                | 2 – 2                                                                   | Belgio                                                                  | Amichevole                                                              | 1                                                                       |                                                                         |
| 4-9-2004                                                                | Palermo                                                                 | Italia                                                                  | 2 – 1                                                                   | Norvegia                                                                | Qual. Mondiali 2006                                                     | -                                                                       |                                                                         |
| 8-9-2004                                                                | Oslo                                                                    | Norvegia                                                                | 1 – 1                                                                   | Bielorussia                                                             | Qual. Mondiali 2006                                                     | -                                                                       |                                                                         |
| 9-10-2004                                                               | Glasgow                                                                 | Scozia                                                                  | 1 – 0                                                                   | Norvegia                                                                | Qual. Mondiali 2006                                                     | -                                                                       |                                                                         |
| 13-10-2004                                                              | Oslo                                                                    | Norvegia                                                                | 3 – 0                                                                   | Slovenia                                                                | Qual. Mondiali 2006                                                     | -                                                                       |                                                                         |
| 20-4-2005                                                               | Tallinn                                                                 | Estonia                                                                 | 1 – 2                                                                   | Norvegia                                                                | Amichevole                                                              | 1                                                                       |                                                                         |
| 24-5-2005                                                               | Oslo                                                                    | Norvegia                                                                | 1 – 0                                                                   | Costa Rica                                                              | Amichevole                                                              | 1                                                                       |                                                                         |
| 4-6-2005                                                                | Oslo                                                                    | Norvegia                                                                | 0 – 0                                                                   | Italia                                                                  | Qual. Mondiali 2006                                                     | -                                                                       |                                                                         |
| 8-6-2005                                                                | Stoccolma                                                               | Svezia                                                                  | 2 – 3                                                                   | Norvegia                                                                | Amichevole                                                              | -                                                                       |                                                                         |
| 24-5-2006                                                               | Oslo                                                                    | Norvegia                                                                | 2 – 2                                                                   | Paraguay                                                                | Amichevole                                                              | 2                                                                       |                                                                         |
| 1-6-2006                                                                | Oslo                                                                    | Norvegia                                                                | 0 – 0                                                                   | Corea del Sud                                                           | Amichevole                                                              | -                                                                       |                                                                         |
| 6-9-2006                                                                | Oslo                                                                    | Norvegia                                                                | 2 – 0                                                                   | Moldavia                                                                | Qual. Euro 2008                                                         | -                                                                       |                                                                         |
| 24-3-2007                                                               | Oslo                                                                    | Norvegia                                                                | 1 – 2                                                                   | Bosnia ed Erzegovina                                                    | Qual. Euro 2008                                                         | -                                                                       |                                                                         |
| 11-10-2013                                                              | Maribor                                                                 | Slovenia                                                                | 0 – 3                                                                   | Norvegia                                                                | Qual. Mondiali 2014                                                     | -                                                                       |                                                                         |
| 15-10-2013                                                              | Oslo                                                                    | Norvegia                                                                | 1 – 1                                                                   | Islanda                                                                 | Qual. Mondiali 2014                                                     | -                                                                       |                                                                         |
| Totale                                                                  |                                                                         | Presenze                                                                | 35                                                                      |                                                                         | Reti                                                                    | 10                                                                      |                                                                         |

## Palmarès

### Club
- Campionato norvegese: 5

Rosenborg: 2000, 2001, 2002, 2003, 2004
- Coppa di Norvegia: 1

Rosenborg: 2003

### Individuale
- Capocannoniere del campionato norvegese: 3

2001, 2004, 2013
- Gullklokka

2004